# Мурнер, Томас
Томас Мурнер (нем. Thomas Murner; 24 декабря 1475[…], Обернэ — не ранее 1 января 1537 и не позднее 23 августа 1537, Обернэ) — немецкий сатирик, монах-францисканец, доктор теологии и права.

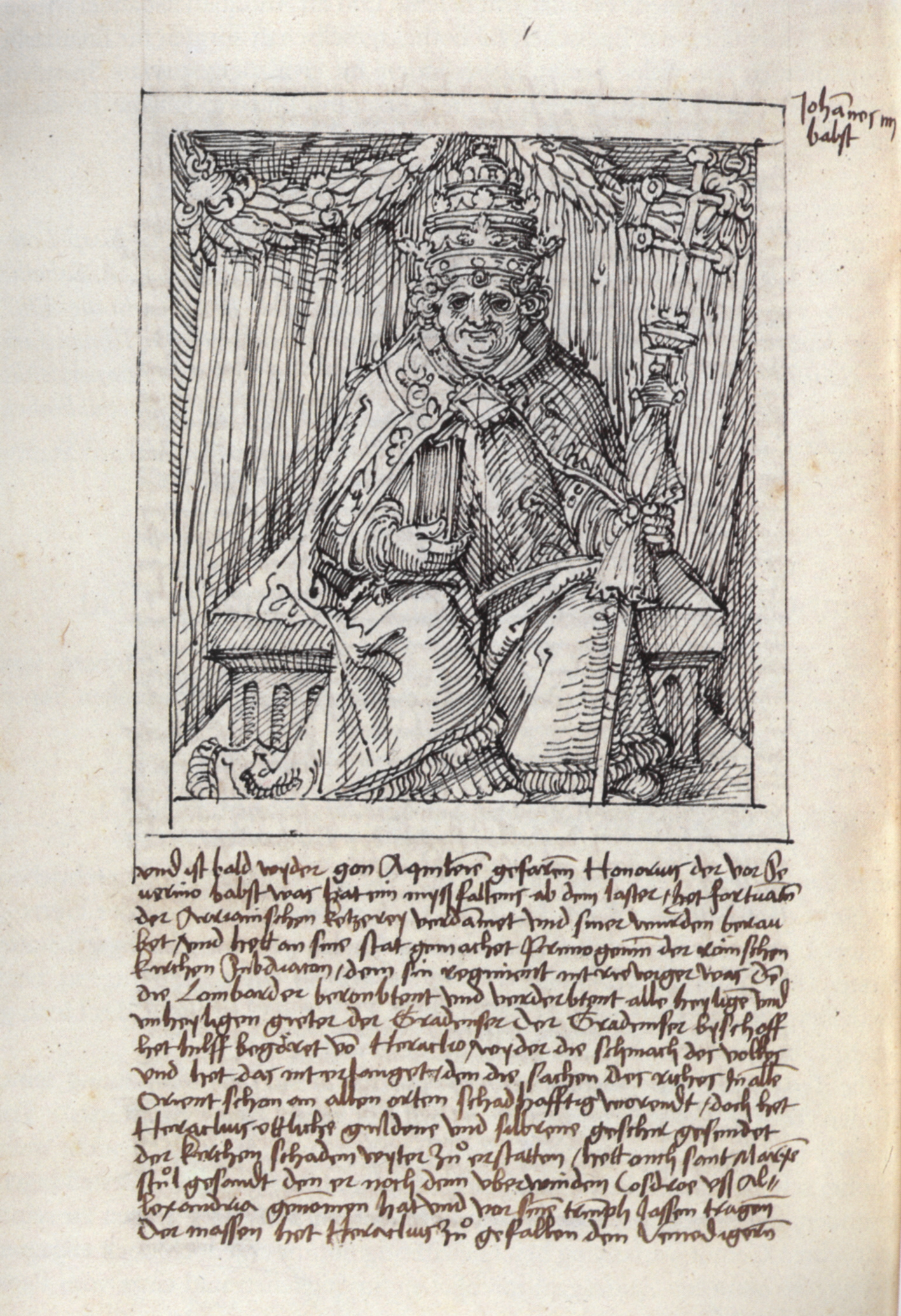
Рукопись Мурнера с собственноручным рисунком, изображающим папу Иоанна IV

В своих сатирических произведениях «Цех плутов» и «Заклятие дураков» (1512) не щадит «дурней» ни в среде светских сословий, ни в рядах клира. Рассматривая свою поэзию, как и свои церковные проповеди, в качестве инструмента духовного воспитания, Мурнер видел во всеобщем падении нравов симптом необходимости реформ. Мастерски обрисовывая картины быта разных слоёв общества, в том числе всех ступеней церковной иерархии, он беспощадно бичевал алчность, воцарившуюся в церкви Христовой, ухищрения, с помощью которых Рим выкачивает деньги у немцев. Призывая Германию, вслед за С. Брантом, избавиться от тунеядцев, дураков, корыстолюбцев, Мурнер, в отличие от большинства гуманистов, вносил свой вклад в критику общественных порядков на немецком языке. Он стремился пробудить в образованных кругах тягу к обновлению жизни, но когда в Германии началась Реформация, Мурнер остался на стороне католической церкви, стал одним из её крупнейших публицистов, энергично боролся с Лютером и его идеями.